# استرلینگ (یوتا)
استرلینگ (به انگلیسی: Sterling) شهری در ایالت یوتا کشور ایالات متحده آمریکا است که جمعیت آن در سرشماری سال ۲۰۱۰ میلادی، ۲۶۲ نفر بوده‌است.